# Querina

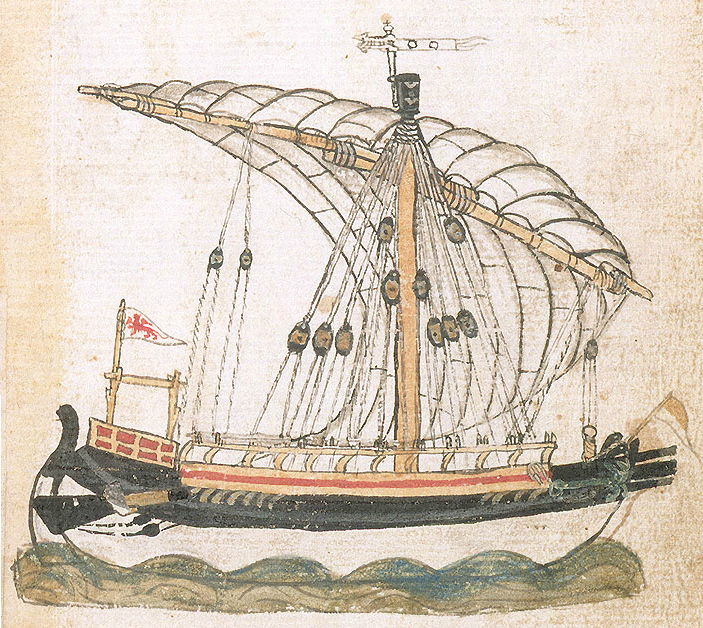
Um 1434 entstandene Darstellung einer Galeere, wie sie für die Schiffskonvois nach Flandern vorgesehen waren, Michalli da Ruodo (vor 1385 – 1445)

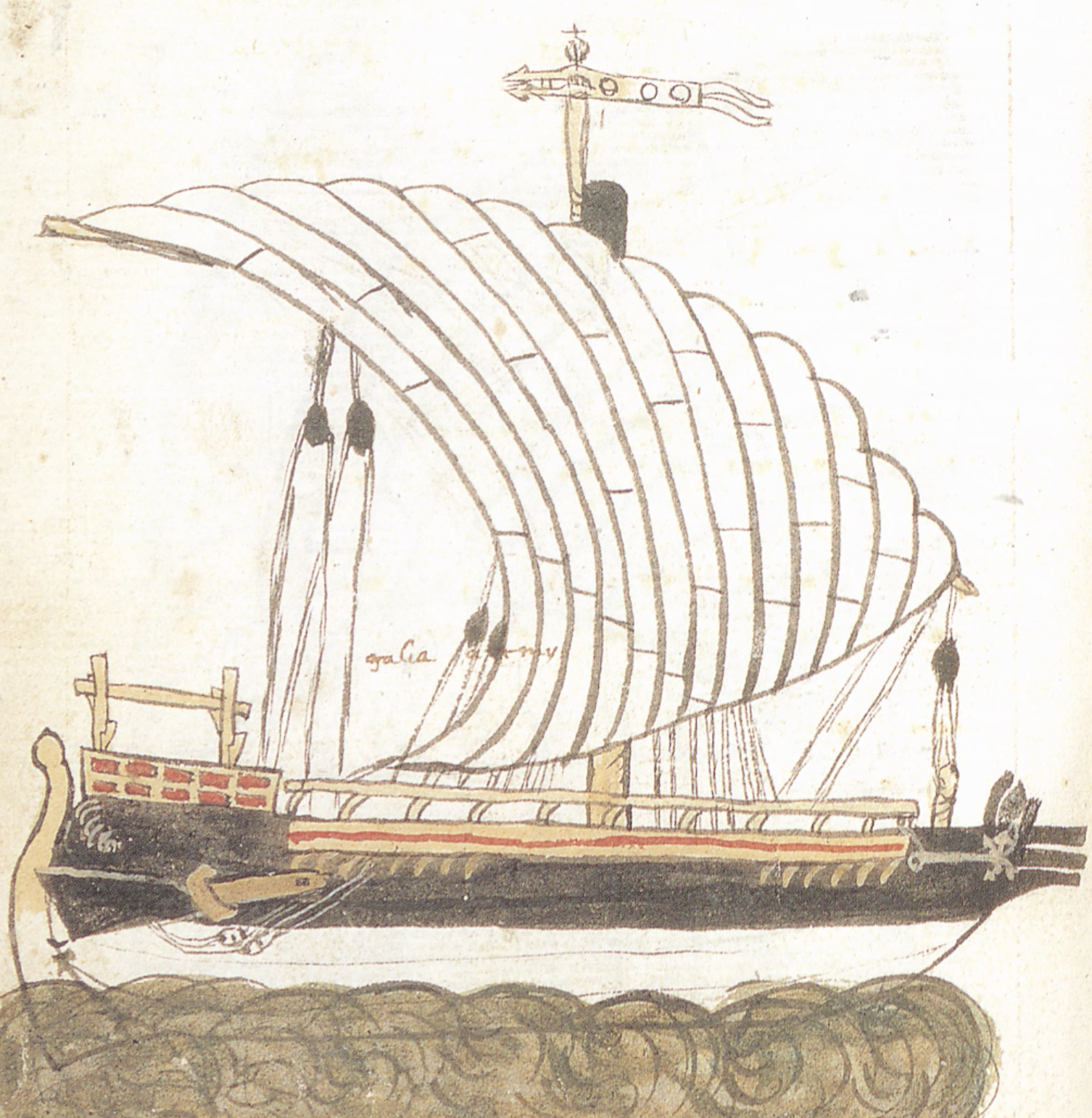
Der als cocca bezeichnete Schiffstyp war robuster und für die Einzelfahrer eher geeignet

Die Querina war ein Schiff, das 1431 auf der Fahrt von Candia, der Hauptstadt der venezianischen Kolonie Kreta, Richtung Flandern durch einen Sturm im Atlantik vom Kurs abkam. Nördlich von Irland ging die cocca Querina, geführt von Piero Querini (* spätestens 1402; † nach 1448), unter. Querini hatte sich mit seiner Fracht und seinen Männern nicht einem der Schiffskonvois (mude) angeschlossen, die die Republik Venedig üblicherweise organisierte, um mehr Sicherheit für Besatzung, Waren und Schiffe zu erreichen, wenn sie die wichtigsten Handelszentren Europas und des Mittelmeerraums ansteuerten. Es handelte sich also um ein privat ausgestattetes Unternehmen, von dem die Quellen seltener berichten.
Die meisten der zum Zeitpunkt des Untergangs mehr als 70 Besatzungsmitglieder kamen im Atlantik ums Leben. Nur elf von ihnen und der Schiffsführer Querini selbst erreichten in einem der beiden ausgesetzten Boote die Lofoten im Norden Norwegens, während das andere Boot nie wieder auftauchte. Auf den Lofoten wurden die Überlebenden von den Bewohnern einer Nachbarinsel nach Wochen zufällig entdeckt, in Sicherheit gebracht und mehr als ein Vierteljahr lang versorgt. Das dortige Leben schildern die Venezianer als eine Art unschuldiges Paradies.
Auf zwei getrennten Wegen machten sich Querini und die anderen Überlebenden auf die Rückreise, wobei sie sowohl auf kirchliche als auch auf Händlernetzwerke zurückgreifen konnten. Dabei reisten sie zunächst wegen Kaperern auf der Nordsee über Land durch Schweden und Dänemark. Dann teilte sich die kleine Gruppe auf. Während die einen durch das Reich nach Venedig heimkehrten, das sie im Winter 1431/1432 erreichten, fuhr Querini mit seinen Männern zunächst nach England. Piero Querini, der durch seinen Umweg über Cambridge und London insgesamt acht Monate brauchte, erstattete in Venedig vor dem Senat Bericht über die Katastrophe; zwei andere Männer, darunter der Consigliere Cristoforo Fioravante und der Schiffsschreiber Nicolò de Michiele, die gleichfalls einen Bericht abfassten, gehörten der Gruppe an, die über Rostock heimgekehrt war; sie waren bereits drei Monate früher in Venedig eingetroffen.
Die beiden Berichte über die Katastrophe, aber auch ihre Beobachtungen in einem in Venedig vollkommen unbekannten Gebiet, sind in Form von drei Handschriften, die in Rom und Venedig liegen, erhalten geblieben.  Zugleich gehören sie zu den frühesten Quellen, die überhaupt über die Lofoten berichten. Diese Schriften wurden ab dem 16. Jahrhundert weithin bekannt, doch eine Edition erfolgte erst 2019. Ihre Sprache ist nahe am Venezianischen der Zeit. Schon wenige Jahre später erscheint das Schiff in einem der Atlanten.

## Letzte Fahrt derQuerina

### Fahrt von Kreta bis in den Nordatlantik

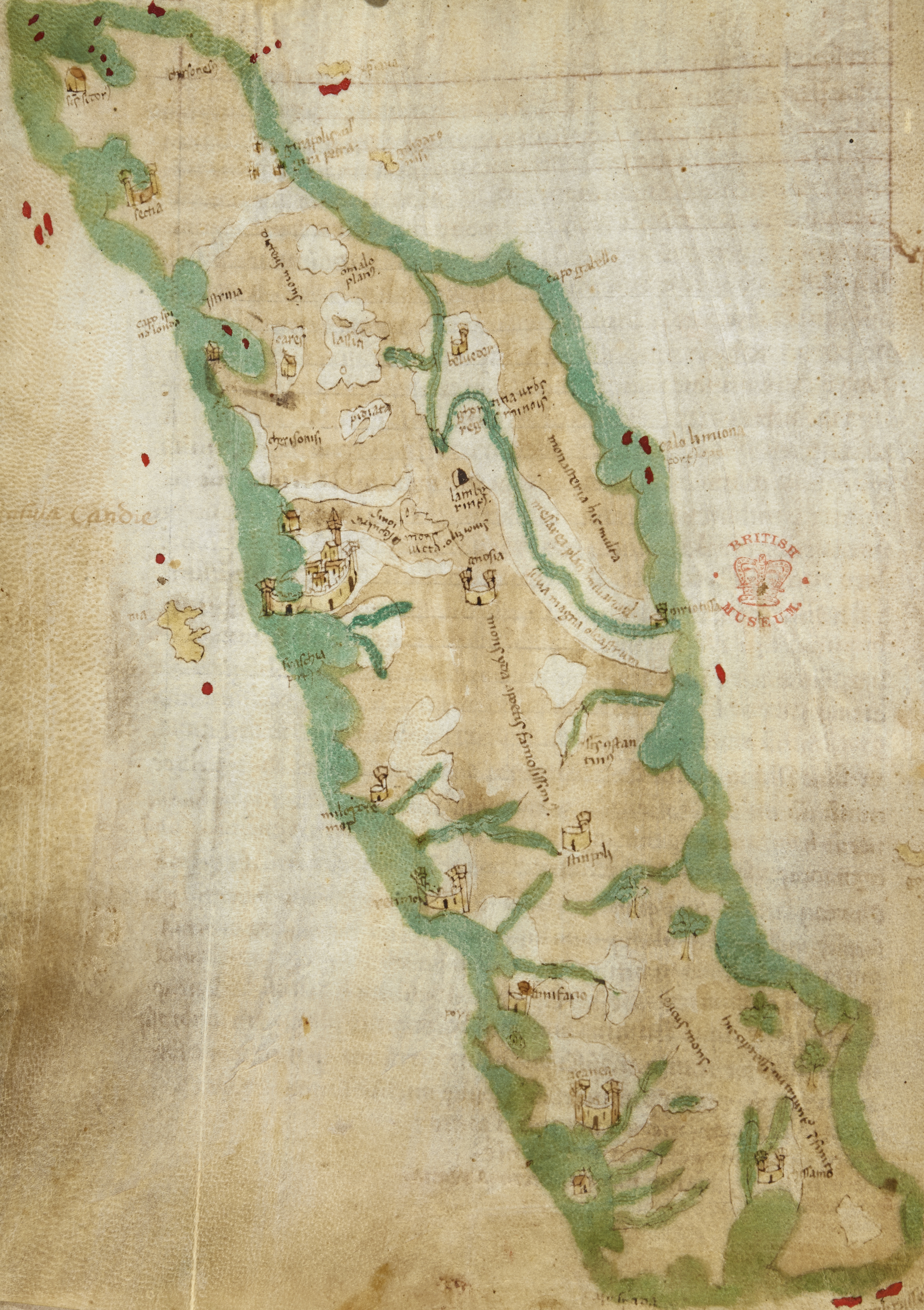
Karte der Insel Kreta von 1422

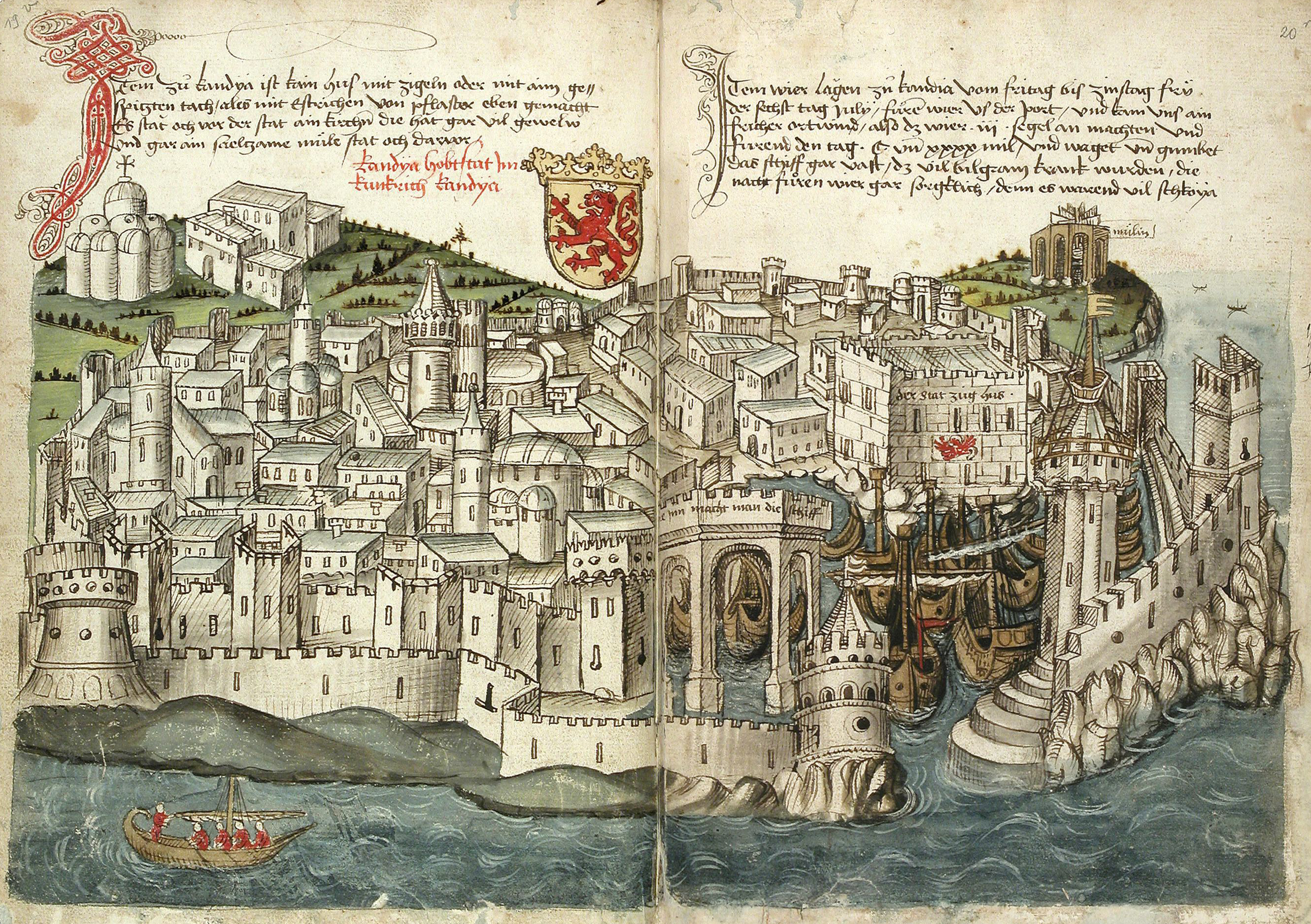
Darstellung der kretischen Hauptstadt Candia um 1486

Die Querina brach am 25. April 1431 im Hafen von Candia auf. Sie hatte 68 Mann an Bord und führte 800 Fässer – oder über 700, je nach Handschrift – kretischen Malvasia-Weines mit sich. Hinzu kamen Spezereien, Wachs, Alaun und andere Waren wie Pfeffer und Ingwer. Zunächst segelte das Schiff in Richtung der Straße von Gibraltar, doch Stürme an der nordafrikanischen Küste zwangen dazu, am 3. Juni Aufenthalt in Cádiz zu nehmen, wohl um Reparaturen vorzunehmen, denn das Schiff war in der Nähe von Cádiz auf Grund gelaufen.
Dort sah sich Querini gezwungen, neue Männer anzuheuern, die, falls der wieder einmal ausgebrochene Streit zwischen Genua und Venedig eskalieren sollte, auch zum Kampf geeignet sein sollten. Er selbst nennt sie „combattanti“. Die Schiffsbesatzung bestand beim Aufbruch aus nunmehr 112 Mann. Erst am 14. Juli konnten die Männer die Fahrt fortsetzen. Sie erreichten, vom Kurs abgekommen, die Kanaren, hielten sich in diesem Raum etwa 45 Tage auf, fuhren dann endlich nordwärts nach Lissabon, das sie am 29. August erreichten. Von dort segelte die Querina am 14. September weiter nach Muros im Nordwesten der iberischen Halbinsel, wo das Schiff am 26. Oktober vor Anker ging. Querini und dreizehn seiner Leute nutzten den Aufenthalt zu einer Pilgerfahrt nach Santiago de Compostela.
Schließlich ging es, schon recht spät im Jahr, nämlich Ende Oktober, Richtung Finistère. Das Schiff geriet bei der Insel Ouessant in einen schweren Sturm („siroco“), der am 5. November einsetzte. Dieser verursachte nicht nur erhebliche Schäden, zumal die Fracht wegen der vergrößerten Besatzung umgelagert oder vermindert worden war, sondern machte ein Erreichen des angestrebten Ziels durch die ‚Straße von Flandern‘ unmöglich. Der Wind trieb das Schiff Richtung Scilly-Inseln („ixola de Sarlenge“). Bald musste der Proviant rationiert, das schwer beschädigte Schiff schließlich am 17. Dezember nördlich von Irland aufgegeben werden.

### Aufteilung der 74 Mann auf zwei Boote, Rettung der elf Überlebenden auf den Lofoten

Lage von Røst innerhalb der Inselgruppe

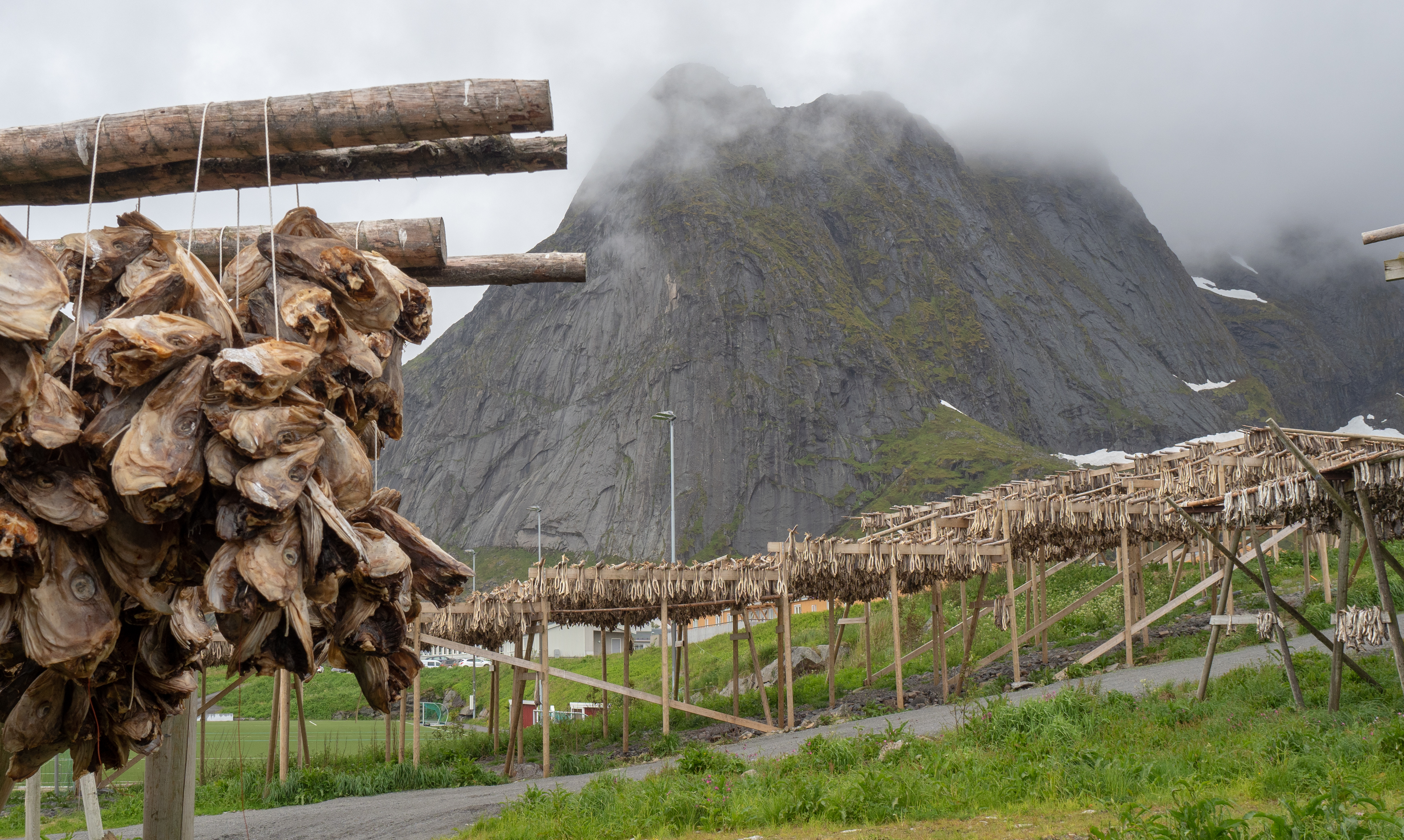
Trockengestelle mit Stockfisch auf den Lofoten

Querini überzeugte die Mannschaft des nicht mehr zu rettenden Schiffes davon, in eine Schaluppe und ein anderes Boot mit Mastbaum umzusteigen; der Proviant wurde gleichmäßig unter den Männern aufgeteilt. Alle Männer stimmten Querinis Vorhaben zu. In der Schaluppe („barca mazore“) saßen nun 47 Männer, im kleineren Boot („schifo“) 27 (f. 45 v. im Bericht Querinis in der Vaticana). Doch nur eines der beiden Boote erreichte ein rettendes Ufer, nämlich die von Querini geführte Schaluppe.
Nachdem das Schiff im Sturm, wohl nördlich von Irland, gescheitert war, gelang es am Ende nur sechzehn Mann, trotz allem bis nach Sandøya auf den Lofoten zu gelangen, wo sie am 6. Januar 1432 ankamen. Die Männer froren auf dieser so weit im Norden gelegenen Insel, bedeckten sich so gut es ging mit dem verbliebenen Segel, versuchten sich gegen die enormen Schneemassen und den Hunger am Leben zu erhalten. Es wurde ihnen beinahe unmöglich, wie Fioravante berichtet, noch zu gehen oder etwas zu sehen (f. 16r). Drei Männer aus Spanien starben, so dass nur noch dreizehn Mann am Leben waren. Immerhin entdeckten die Gestrandeten überraschenderweise Spuren menschlicher Anwesenheit, nämlich eine „caxa“, eine Hütte, wodurch sie Hoffnung schöpfen konnten. Doch starben bald zwei weitere Männer. Die anderen versuchten unter den Steinen am Meeresufer Essbares zu finden.
Schließlich hörten sie menschliche Stimmen. Am 3. Februar 1432 wurden die Überlebenden von Fischern der Insel Røst („Rusente“) gerettet, die allerdings vor lauter Schreck zuerst davonlaufen wollten. Als diese, allen voran ein 16-Jähriger, wie Fioravante betont (f. 19r), die Not der Gestrandeten erkannten, fuhren sie mit ihrem kleinen Boot nach Røst zurück, um Hilfe zu holen. Doch mussten die Venezianer noch tagelang warten, weil die Fischer des Dorfes auf See waren.
Mit sechs Booten wurden die Venezianer einige Tage später schließlich von ihrer Insel abgeholt. Es stellte sich schließlich heraus, dass ihr Kaplan ein Deutscher war („el capelano suo che iera todesco“), der sich mit einem Flamen der venezianischen Mannschaft verständigen konnte. Der Kaplan gehörte den Dominikanern an. Bis in den Mai blieben die Venezianer für drei Monate und elf Tage bei ihren Rettern, einem Dorf von 120 Einwohnern und zwölf Häusern. Die Überlebenden wurden auf die dort ansässigen Familien aufgeteilt.
Später notierte Querini, dass zahlreiche Fischer den Stockfisch in den Süden Norwegens transportierten, um ihn gegen alle erdenklichen Waren des täglichen Bedarfes einzutauschen, einschließlich Heizmaterial. Fioravante und Michiele halten hingegen fest, ihre Retter würden den Fisch nach „tuta Dacia, Svetia et Noverga“ bringen (f. 22 v). Denn eine Bewirtschaftung des Bodens war auf den Inseln unmöglich. Nur zwei Fischarten würden die Leute fangen – die größere davon, der Heilbutt, wiege, so Querini, „libre CC al groso“, was 200 mal 477 Gramm oder rund 100 Kilogramm entsprach –, um daraus Stockfisch zu machen. Dieser sei hart wie Holz. Fioravante fügt hinzu, dass sie für den Eigenbedarf eine Vielzahl von Fischarten fingen (f. 23r) und dass manche Fische mehr als 250 libbre wögen. Zudem äßen sie süßes Roggenbrot („dolçe pan de segalla“), und sie tränken Kuhmilch. Außerdem, so schildert es Querini, sei es von Juli bis September auf den Inseln hell, hingegen nur vom Mond erhellt in den entgegengesetzten Monaten („mesi opositi“). Bei der Kleidung allerdings widersprechen sich die beiden Berichte, denn Querini glaubte, die Bewohner der Inseln würden sich nur in Wolltuche aus London und anderen Orten kleiden, während Fioravante und Michiele auch Felle („pele boine“) und grobe Stoffe erwähnen.
Fioravante und Michiel waren offenbar fasziniert von der Einfachheit, der Heiterkeit und der Unmittelbarkeit des Lebens, aber auch dem Umgang mit dem Tod. Sie nahmen ihren dortigen Aufenthalt als eine Art Aufstieg in einen paradiesartigen Glückszustand wahr, bewunderten die häusliche Beschaulichkeit, die trotz der Nacktheit keuschen Badefreuden, die pietätvoll-fröhlichen Begräbnisse. Die beiden Venezianer meinten, die Inselbewohner seien von solcher Einfachheit des Herzens, dass sie „non in alguna guixa che sia fornicatione et adulterio“, und dass ihr Gastgeber dementsprechend frühmorgens zur vierten Stunde zum Fischen aufbrach und ohne jedes Misstrauen seine Frau und die Kinder mit seinen Gästen zurückließ. Die Menschen würden außerdem nichts Wertvolles mit sich herumtragen, so dass es keinen Boden für Raffgier gebe. Bei einem Sterbefall kämen sie zusammen und lobten Gott statt zu trauern. So fühlten sich die Männer wie im „primo zerchio de paradixo“ (f. 23v). Die Frauen verließen nackt ihre Häuser, wie sie geboren wurden, und besuchten bestimmte Badestellen („le done uxate andar a çerti bagni, ali qual volendo andare escono di caxa loro nude come naqueno, nula altra copertura“, f. 24r), und auch die Venezianer nahmen an diesen Bädern teil.

### Rückweg nach Venedig auf zwei Routen

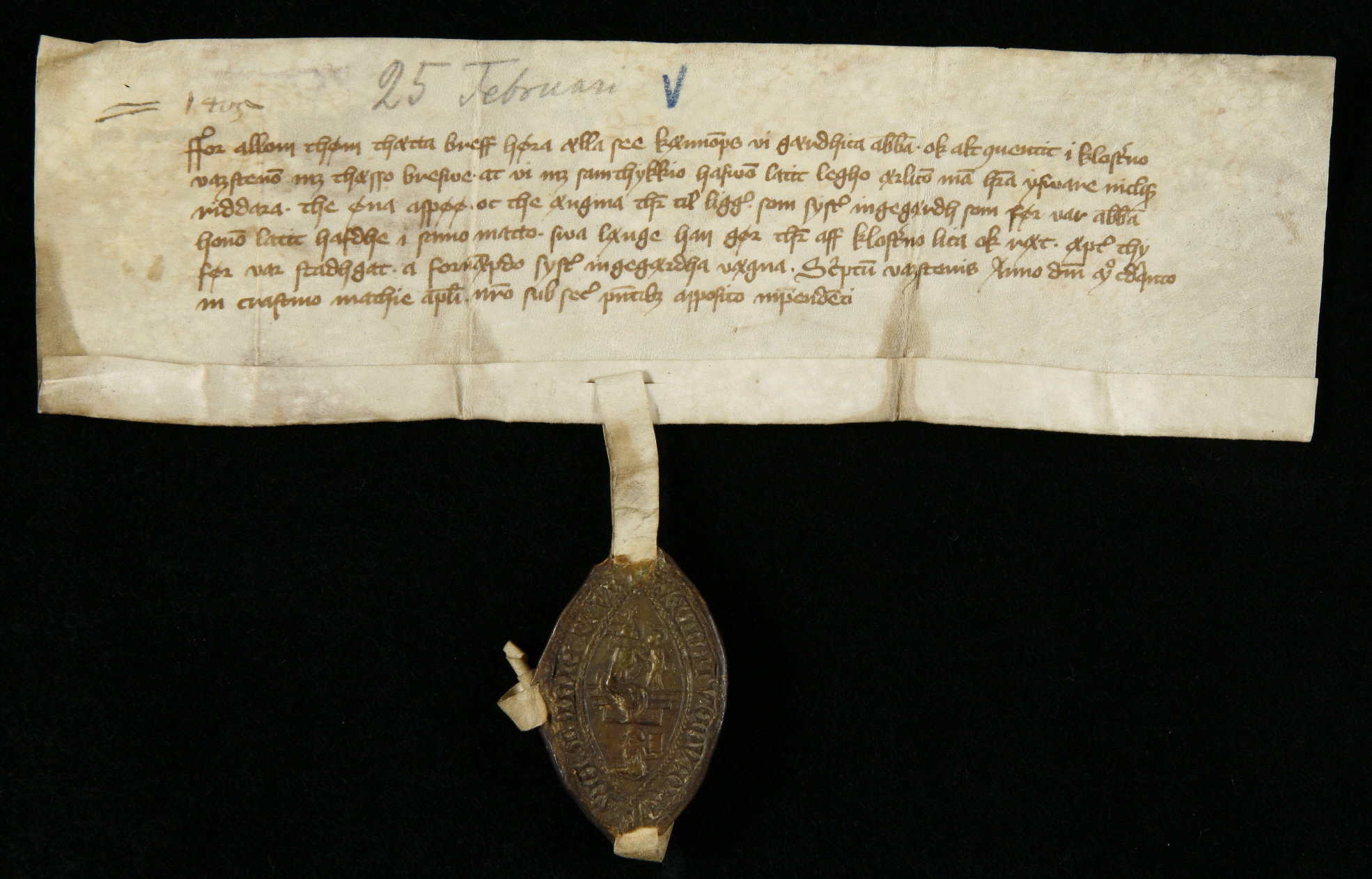
Kloster Vadstena, Urkunde der Äbtissin Gerdeka von 1405; das Kloster wurde 1384 und die Kirche 1430 geweiht.

Erst nach über einem Vierteljahr wollten Querini und die anderen Überlebenden Richtung Venedig aufbrechen.  Zunächst fuhren sie über See südwärts, wobei Querini den Eindruck, den die tiefstehende Sonne auf ihn machte, genau beschreibt. Auch die Schreie der Möwen („cocali“) erwähnt er sowie die anderer Seevögel, die nur nachts schwiegen und den Männern Erholung gönnten („e a nui si manifestava tempo de riposo“). Von den Küstenbewohnern erhielten sie Milch und Fisch, nachdem ihnen der Kaplan von ihrem Zustand berichtet hatte. Fioravante und Michiele berichten von Eisbärenfellen einer Länge von zehn Fuß, weiß wie Schnee („bianche qual candida neve“, f. 24v).
Zunächst ging es über Trondheim, das sie nach 15 Tagen am 29. Mai erreichten, und wo vielfach wieder Latein verstanden wurde, so dass man sich besser verständigen konnte, denn nun hatte man eine gemeinsame Sprache. Dort blieben die Männer zehn Tage lang, nach Fioravante und Michiele bis zum 14. Juni. Sie wurden dem Bischof von „Trendon“ vorgestellt, der sie mit 200 seiner Leute empfing. Querini wurde gar ein Pferd zum Geschenk gemacht. Schließlich kam der Tag des Abschieds, und unter Tränen auf beiden Seiten trennten sich die Männer von ihren Rettern.
Da zu dieser Zeit wegen des Krieges zwischen Deutschen und Norwegern häufig Schiffe gekapert wurden, riet man den Venezianern aus Gründen der Sicherheit („per più sigurtà“), die Reise durch Schweden fortzusetzen („Suvergia“). Dort besaß der Venezianer Zuan Franco ein castellum, das heutige Schloss Stegeborg („Sanginborgo“), das man in etwa fünfzig Tagen erreichen könne.
Auf der Reise dorthin besuchten die Männer in Vadstena die Grabstätte der als Heilige verehrten Birgitta von Schweden (Fioravante und Michiele berichten von einer Reliquie, nämlich einem Teil des Schädels der Heiligen: „parte del osso de la testa de madona santa Briçita“, f. 25v), ebenso wie sie zum heiligen Olav in Trondheim gepilgert waren. Querini beschreibt mit Bewunderung jene der Heiligen gewidmete Kirche, in der sich demnach 42 Altäre befanden, die von „luzidisimo metalo“ gedeckt waren. Dort wurden sie als Bedürftige untergebracht.
Zusammen mit dem Führer, der ihnen nun zur Verfügung stand, reisten zwölf Männer nebst drei Pferden (an anderer Stelle nennt Querini fünf Pferde), die in den folgenden 53 Tagen überall freundlich aufgenommen und versorgt wurden – nun auch mit Milch und Fleisch. Wieder schildert Querini die immer reicher werdende natürliche Umgebung. Zuan Franco nahm seine Landsleute überaus freundlich auf, und 40 Tage sollten sie bleiben; auch freuten sie sich, in der Birgittenkirche eine Indulgenz zu erlangen. Reisen ohne Klöster und sonstige kirchliche Einrichtungen waren zu dieser Zeit unmöglich. 
Nun ging es in acht Tagen in großer Begleitung und auf 100 Pferden nach Göteborg, wobei sich schon zuvor die Wege getrennt hatten, denn die einen, Nicolò de Michiele, Cristoforo Fioravante und ein weiteres Besatzungsmitglied namens Girardo dal Vin („sescalco“), wollten nach Rostock („Storich“), während sich Querini und die übrigen sieben Männer am 13. September Richtung England einschiffen wollten. Mafio, der Sohn des Zuan Franco, sorgte für ihr Wohlergehen.
Querini und seine Begleiter reisten über King’s Lynn („Lilia“), wo sie zwei Tage blieben, und in Begleitung von „nobeli IIII“ gelangten sie auf die Straße nach London. Erst jetzt hatte Querini das Gefühl, dank Gottes Hilfe in Sicherheit zu sein. Von „Lilia“ ging es über den Fluss zunächst nach Cambridge, wo Querini die Universität nennt und ein Benediktinermönch sie mit Geldmitteln ausstattete – er drückte ihm 16 grossi in die Hand, in der Hoffnung, über Venedig zum heiligen Grab pilgern zu können –, dann nach London, das sie binnen eines Tages erreichten. In der englischen Hauptstadt wurden sie überaus herzlich empfangen und bestens versorgt.
Von dort ging es über Flandern und den Südwesten des Reiches, dann weiter über die Alpen nach Verona und schließlich Venedig, wobei Querini über diese 42 Tage nur wenige Worte verliert, ähnlich wie die anderen beiden Autoren – die Gegenden waren den Zeitgenossen wohlbekannt. Der Bericht von Michiele und Fioravante zeigt, dass diese erst im Januar 1433 ankamen.

### Piero Querini und die anderen Rückkehrer
Querini, der einer der einflussreichsten venezianischen Familien angehörte, war der Sohn eines Francesco, Enkel eines Pietro Querini, und einer Daria Morosini. Er hatte drei Brüder. In der Balla d’oro des Jahres 1422 erhielt er vorzeitig die Zulassung zum Großen Rat, der Generalversammlung des erwachsenen, männlichen Adels der Republik Venedig. Daher wurde auf ein Alter von etwa 20 Jahren zurückgeschlossen, womit er gegen 1402 geboren worden sein mag.
Auf Kreta, das von Venezianern seit 1207 kolonisiert worden war, besaß er umfangreiche Ländereien. Nach seiner Rückkehr von den Lofoten nahm Querini spätestens 1438 seine für seinen Stand übliche Ämterlaufbahn in Venedig (wieder) auf, denn er wurde am 8. Oktober 1438 in die Rason Vecchie gewählt – sein Aufgabenspektrum bezog sich dementsprechend auf Abgaben, Gebühren und Handelsvorgänge innerhalb Venedigs. Pietro Querini war nach der Erfahrung des Schiffbruchs gestärkt, aß mit Genuss und war nicht mehr so kränklich und ungesund wie zuvor. Am 29. September 1439 wurde er erstmals in den Senat gewählt. Darin wurde er 1446 bestätigt. Bei seinem Tod kurz nach 1448 hatte er eine lange politische Karriere hinter sich. In diesem Jahr wurde er zum dritten Mal in den Senat gewählt. In einer Marginalie vermerkt daneben einer der Segretari delle voci seinen Tod.
Die anderen adligen Rückkehrer fanden zum Teil veränderte Verhältnisse vor, doch erholten sich die meisten gut. Francesco Querino, Sohn des Giacomo, dann der 18-jährige Pietro Gradenigo, Sohn des Andrea, und Bernardo di Carlieri gewöhnten sich bald wieder ein. Bernardo di Carlieri jedoch, der in sein Haus zurückkehrte, musste feststellen, dass seine Frau nicht mehr an seine Rückkehr geglaubt hatte. Sie hatte inzwischen wieder geheiratet. Um ihre Ehre zu retten, ging sie in ein Kloster, was Fioravante und Michiele löblich fanden.
Überlebt hatten auch Alvise di Nassi sowie die Matrosen Andrea de Piero, ser Nicolò da Otranto („de Trato“) und ein Urialo Anixo Lapello. Schließlich überlebte der Vertraute und Verwandte Querinis, ein Mann namens Nicolò Querini, der sich eigenartigerweise nur im Text von Michiele und Fioravante findet.

## Rezeption
An ihrem unfreiwilligen Aufenthaltsort lernten die drei Venezianer viel über Sitten und Gebräuche, vor allem aber blieb ihnen der Stockfisch im Gedächtnis, der „stocafis“, der durch Lufttrocknung haltbar gemachte Heilbutt. Dieser war bis zu ihrer Rückkehr in Venedig unbekannt.

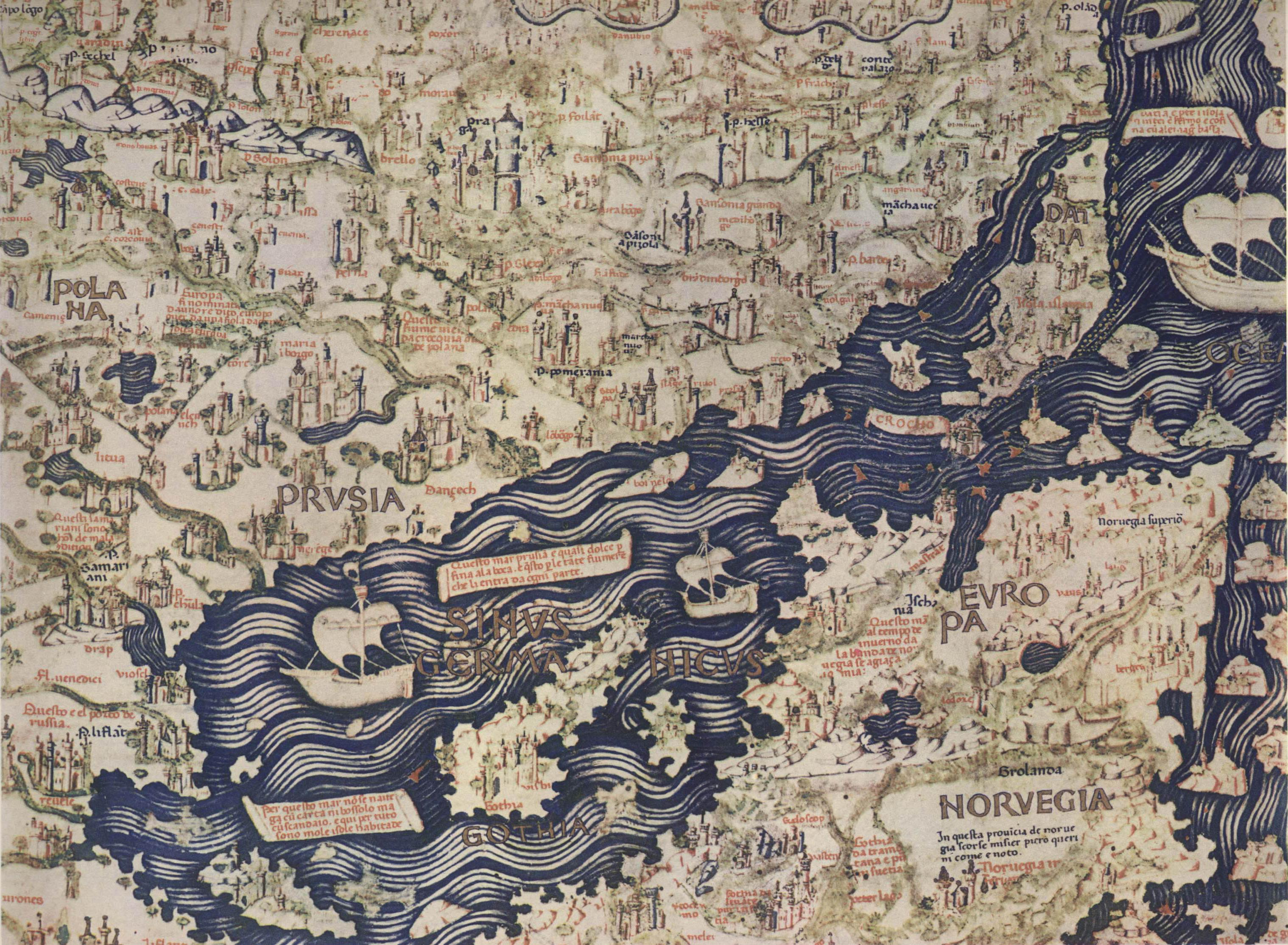
Ausschnitt aus der Karte des Fra Mauro von 1459, in der es heißt: „Norvegia. In questa provīcia di noruegia scorse misier piero querini come e noto.“

Bereits im Atlas des Andrea Bianco von 1436 erscheint auf einer Karte nahe dem Gebiet der Lofoten erstmals das Wort „stocfis“. Querini blieb lange im kollektiven Gedächtnis. In Fra Mauros Weltkarte von 1459 erscheint die entsprechende Anmerkung: „questa provincia de Norvegia scorse misier Piero Querino come e noto“. Offenbar, so geht aus der Anmerkung hervor, war die Reise noch immer allgemein bekannt.
Bekanntheit erlangte die Fahrt über Venedig und das gelehrte Europa hinaus, als Giovan Battista Ramusio davon in seinem 1559 veröffentlichten Opus Delle navigationi et viaggi berichtete. Darin publizierte Ramusio aus bereits veröffentlichten Reiseberichten, die aus dem Französischen, Spanischen, Venezianischen und Lateinischen übersetzt wurden, sowie aus handschriftlichen Berichten, die darin zum ersten Mal erschienen. Dabei überarbeitete er die Reiseberichte stark, um sie für das von ihm avisierte Publikum leichter verständlich und unterhaltsamer zu gestalten. Spätere Neuauflagen erschienen bis 1606.
Allerdings entfernte er nicht nur das Venezianische aus der Publikation und überführte es in ein bereits für ein breiteres Publikum leichter lesbares Toskanisch (aus dem überwiegend die heutige italienische Sprache hervorging), sondern er scheute auch nicht davor zurück, ganze Passagen einzufügen oder den Text umzustrukturieren. Er entfernte ihm schwer verständlich erscheinende Passagen, die zu sehr auf Einzelheiten der Seefahrt mit ihrer technischen Terminologie basierten, die den Händlern und Seemännern des 14. Jahrhunderts noch völlig geläufig gewesen waren. Auch stellte er moralisierende Aspekte in den Mittelpunkt, verdeckte die aufscheinende Idee des Kannibalismus unter den Verhungernden bis zur Unkenntlichkeit, fügte aber auch ganze Sätze ein, um Vorgänge stärker zu dramatisieren. So erscheint Ramusio, wie Angela Pluda 2019 konstatierte, beinahe als Co-Autor.
Das Werk Ramusios wurde ins Deutsche übersetzt und erschien 1613 in Leipzig und 1784 in Frankfurt, ebenso wie ins Französische (Paris 1788).
Das Interesse an der Fahrt der Querina und an den Aufzeichnungen ließ nie nach. Ab dem späten 19. Jahrhundert wurde die Überlieferung nach und nach aufgearbeitet. So publizierte Carlo Bullo 1881 eine Untersuchung zur Reise Querinis und zu den Beziehungen zwischen der Republik Venedig und Schweden.
In einer Reihe mit dem Titel Viaggiatori veneti minori wurde sie einem breiteren Publikum bekannt. In einer Ausstellung in den 1950er Jahren wurde Querinis Fahrt zusammen mit den viel bekannteren des Antonio Pigafetta oder gar des Ferdinand Magellan in einer Ausstellung präsentiert. Die Geschichte Querinis erschien in einem Abschnitt mit dem beschreibenden Titel: Viaggio del magnifico messer Piero Quirino viniziano, nel quale, partito di Candia con malvagie per ponente l’anno 1431, incorre in uno orribile e spaventoso naufragio, del quale alla fine con diversi accidenti campato, arriva nella Norvegia e Svezia, regni settentrionali.
In vielerlei Hinsicht erlangten die drei Handschriften erhebliche Bedeutung, etwa für die Fragen der venezianisch-skandinavischen Handelsbeziehungen, für die Frage der kartographischen Kenntnisse, aber auch für Untersuchungen zu frühen Begegnungen von Menschen überaus unterschiedlicher Kulturen. Auch für die Frage der Einfügung einer solchen privaten Unternehmung in den wohlorganisierten Seehandelsraum mit seinen venezianischen Niederlassungen, den Handelsknoten Brügge, London oder Bergen, den tief in den Gesellschaften verankerten kirchlichen Netzwerken, ist für das Verständnis außerordentlich wichtig, denn Skandinavien gehörte gerade nicht zu diesem von mediterranen Mächten mitorganisierten Raum, außer mit Blick auf die Kirche. Darin trafen die Venezianer doch gleichartige Verhältnisse, Strukturen, Netzwerke an, eine übergreifende Sprache und einen gemeinsamen Glauben. Alltagspraktisch spielten dabei Pilgerstätten, der Nachlass von Sünden, Reliquien und Fürsorge zentrale Rollen.
Doch Skandinavien stellte eine eigenständige Einheit dar, deren Kontakte zum Mittelmeer zwar geringer waren, erst recht die der polaren Gebiete, die aber andererseits bisher auch nur wenig beforscht wurden. Im Norden spielte der Stockfisch im geldlosen Handel (Baratto) eine zentrale Rolle, bei dem die Deutschen eine Vermittlerrolle einnahmen im Raum zwischen Bergen, England und Schottland auf der einen Seite und dem Osten Europas auf der anderen.
In der Volkskultur erlangte Querini dadurch Bekanntheit, dass er als erster Venezianer vom norwegischen Stockfisch berichtete, der als stoccafisso (getrocknet) und baccalà (gesalzen) Eingang in die venezianische Küche fand. Dabei unterscheidet man den bacalà mantecato (venezianisch) vom bacalà alla vicentina, wobei beide aus Stockfisch hergestellt werden. Auf der tyrrhenischen Seite Italiens hat sich der ursprüngliche Name erhalten: baccalà jedoch ist gesalzener, nicht getrockneter Kabeljau. Italiener in den Regionen Venetien, Ligurien, Kampanien, Kalabrien und Sizilien kaufen zwei Drittel der Stockfisch-Produktion.
Auf der Insel Sandøya wurde 1932 eine Gedenkinschrift zum 500. Jahrestag aufgestellt. Dort wird jährlich im August das Querinifesten begangen, wobei sogar eine Oper gleichen Namens aufgeführt wird. Auch erschien eine Reihe von Erzählungen.

## Übersetzungen, (Kritische) Editionen
Die von Carlo Bullo 1881 herausgebrachte Schrift (s. o.) enthielt eine, wenn auch ungenaue Transkription der Handschrift von Fioravanti und Michiele. Auf Norwegisch erschien der Text Ramusios 1950. Noch im Jahr 2000 erschien eine Ausgabe, die jedoch wieder auf dem Text von Ramusio basierte.
Eine gewisse Bekanntheit erlangten die Manuskripte durch die Arbeit von Paolo Nelli, die die Überlieferung in einer romanhaften Version in modernem Italienisch publizierte. 2008 erschien, abermals auf Ramusios Grundlage, erneut eine Fassung auf Italienisch.
Erst 1950 erschien eine Übersetzung des Querini-Berichts ins Schwedische. Der Text Ramusios wurde partiell in einer modernen Ausgabe (ohne Fußnoten) von Mario Spagnol und Giampaolo Dossena 1959 publiziert. Auch Abhandlungen über gastronomische Fragen im Umkreis des Stockfisches bevorzugten bis vor wenigen Jahren den Text Ramusios.
Erst Claire Judde de Larivière brachte nicht nur eine Übersetzung, diesmal ins Französische, sondern eine kritische Ausgabe heraus, die nicht auf Ramusios Text basierte. Doch eine kritische Ausgabe der drei Handschriften, basierend auf der Paduaner Dissertation von Angela Pluda, erschien erst im Jahr 2019.

## Handschriften
Der Bericht Querinis, verfasst in Ichform, ist in zwei Handschriften überliefert. Die eine befindet sich in der Biblioteca Apostolica Vaticana, Vat. Lat. 5256, f. 42r–56r, die andere in der Biblioteca Nazionale Marciana, It. XI 110 7238, f. 25r–46v. Beide Handschriften bieten nur den Text und vor allem keinerlei Hinweis auf Verfasser, Ort und Zeit der Entstehung.
Den Bericht des Consigliere Cristoforo Fioravante und des Nicolò de Michiele, des Schiffsschreibers, findet man nur in einer einzigen Handschrift, nämlich in der Biblioteca Nazionale Marciana, It. VII, 368 (7936). Die Handschrift von 1480 ist auf der Website der Marciana-Bibliothek einsehbar. Diese Handschrift trägt den Titel Naufragio della coca quirina und wurde von dem Florentiner Antonio di Matteo di Corrado de‘ Cardini „per lo riferire“ jenes Cristoforo Fioravante und des Nicolò de Michiele abgefasst. Auf f. 28v nennt sich wiederum der Kopist Antonio Vitturi, der diese relazione am 8. Oktober 1480 in Venedig in der contrada San Simeone geschrieben habe. Seine Vorlage wurde bisher nicht entdeckt. Die Transkription befindet sich bei Angela Pluda auf den Seiten 73 bis 87.
Sprachlich bemühen sich die Schreiber darum, das Venezianische der Seeleute und Händler wiederzugeben.